# إيف أنجيلو
إيف أنجيلو (بالفرنسية: Yves Angelo)‏ هو كاتب سيناريو ومصور سينمائي ومخرج فرنسي، ولد في 22 يناير 1956 في المغرب.

## وصلات خارجية
- إيف أنجيلو على موقع IMDb (الإنجليزية)
- إيف أنجيلو على موقع ألو سيني (الفرنسية)
- إيف أنجيلو على موقع أول موفي (الإنجليزية)
- إيف أنجيلو على موقع قاعدة بيانات الأفلام السويدية (السويدية)
- إيف أنجيلو على موقع قاعدة بيانات الفيلم (الإنجليزية)
- إيف أنجيلو على موقع كينوبويسك (الروسية)